# The Ancients
The Ancients ist ein Jazzalbum von Isaiah Collier, William Parker und William Hooker. Die am 12. und 13. Mai 2023 im 2220 Arts & Archives in Los Angeles und 15. Mai 2023 in The Chapel in San Francisco entstandenen Aufnahmen erschienen am 31. Januar 2025 als LP bei Aguirre Records bzw. als CD und Download auf Eremite Records.

## Hintergrund
The Ancients ist das Debüt des generationenübergreifenden Trios aus dem Saxophonisten Isaiah Collier, dem Schlagzeuger William Hooker und dem Bassisten William Parker, der das Trio zusammenstellte, um Konzerte in Verbindung mit der Ausstellung Milford Graves Mind Body Deal im Institute of Contemporary Art in Los Angeles zu geben. Vorbild für die Besetzung von The Ancients waren die Idiome der Free-Jazz-Trios, wie sie erstmals von Cecil Taylor und seiner Unit sowie Ornette Coleman mit David Izenzon und Charles Moffett erkundet worden waren, in späteren Epochen erweitert durch das Sam Rivers Trio und William Parkers kollektive Trios mit Charles Gayle/Milford Graves und Peter Brötzmann/Hamid Drake ihre eigenen Ausdruckswelten schufen.
Der Saxophonist Isaiah Collier hat in den letzten Jahren Aufsehen vor allem als Leiter seiner Gruppe The Chosen Few erregt, mit der er vier Alben aufgenommen hat, bevor sie sich auflöste, schrieb Phil Freeman. Seine Musik sei sozial engagierter Spiritual Jazz.
In einem Interview im vierten Band der Griot-Reihe des Trompeters Jeremy Pelt sagte Collier: „Sie können keine Freiheit kennen, wenn Sie keine Einschränkung kennen. Es gibt bei all diesen Dingen ein Gleichgewicht. Selbst freies Spielen ist kein freies Spielen. Das habe ich beim Spielen mit Denardo Coleman gelernt. Das habe ich beim Spielen mit William Parker gelernt. Das habe ich beim Spielen mit Ernest Dawkins gelernt. Das habe ich beim Studium mit Roscoe Mitchell gelernt. Es gibt Voraussetzungen für dieses Zeug.“

## Titelliste
- Isaiah Collier, William Hooker, William Parker – The Ancients (Aguirre Records ZORN112)[3]

1. 2023-05-12 set II – 22:41
2. 2023-05-13 set I – 23:02
3. 2023-05-13 set II – 22:44
4. 2023-05-15 set I – 23:05

Titel 1–3 wurden im 2220 Arts & Archives, Los Angeles, Track 4 in The Chapel, San Francisco aufgenommen.

## Rezeption
Das Faszinierende an Colliers Ansatz sei, dass er ein „Synthesizer“ ist, der Bebop, R&B, Soul, Gospel und Free Jazz adaptiere und sie alle auf eine Weise kombiniere, die die besten Aspekte jedes einzelnen Subgenres hervorhebe, urteilte Phil Freeman (Ugly Beauty/Stereogum). Sein Spiel sei emotional, aber geerdet und so strukturiert, dass man seinen musikalischen Aussagen von Anfang bis Ende folgen kann. Collier sei jemand, „der weiß, was er nicht weiß“, und der nach Möglichkeiten suche, sich dieses Wissen anzueignen, indem er mit Musikern spielt, die Generationen älter sind als er selbst, wie er es bei The Ancients tue. Es seien atemberaubende 90 Minuten Dreier-Interaktion, zwei aufgestiegene Meister unterstützten einen neuen, aber sehr vielversprechenden Schüler. Collier bediene sich bei der AACM, bei Pharoah Sanders, bei Charles Gayle und beim Bebop (mit einem Zitat von „Salt Peanuts“). Das sei „Free Jazz“ als Überlieferung der Vorfahren, die live im Moment weitergegeben werde.
Das Album gelangte auf Position 14 der Halbjahresliste (1/2025) des Francis Davis Jazz Critics Poll.